# Spirontocaris ochotensis
Spirontocaris ochotensis är en kräftdjursart som först beskrevs av Brandt 1851.  Spirontocaris ochotensis ingår i släktet Spirontocaris och familjen Hippolytidae. Inga underarter finns listade i Catalogue of Life.